# Skelhøje
Skelhøje is een plaats in de Deense regio Midden-Jutland, gemeente Viborg. De plaats telt 512 inwoners (2008).